# Soko (Jepon)
Soko is een bestuurslaag in het regentschap Blora van de provincie Midden-Java, Indonesië. Soko telt 715 inwoners (volkstelling 2010).